# إيميت إتش ووكر جونيور
إيميت إتش ووكر جونيور (بالإنجليزية: Emmett H. Walker, Jr.)‏ هو عسكري أمريكي، ولد في 16 مارس 1924 في Abbott, Mississippi ‏ في الولايات المتحدة، وتوفي في 11 ديسمبر 2007 في جاكسون في الولايات المتحدة.